# SS Zealandic (1911)
SS Zealandic foi um navio de passageiros britânico operado pela White Star Line e construído pelos estaleiros da Harland and Wolff em Belfast. Ele foi utilizado tanto como navio de passageiros como cargueiro, além de servir durante as duas guerras mundiais.

## História
O Zealandic foi construído pelos estaleiros da Harland and Wolff em Belfast, sendo lançado ao mar em 29 de junho de 1911 e realizando sua viagem inaugural em 30 de outubro do mesmo ano, partindo de Liverpool com destino a Wellington, na Nova Zelândia. Durante uma viagem, em 22 de janeiro de 1913, o Zealandic deixou Wellington com um recorde de lã exportado, e ao mesmo tempo, foi fretado para o transporte de imigrantes pelo governo australiano.

### Primeira Guerra Mundial
Em 2 de julho de 1915, o Zealandic esteve próximo ao submarino alemão U-39, que o perseguiu; sua velocidade lhe permitiu escapar ileso. Ele permaneceu no serviço comercial da White Star Line até 1917, quando foi requisitado pela Marinha Real para o transporte de tropas, devido à eclosão da Primeira Guerra Mundial. Em 15 de junho de 1919, ele foi liberado do serviço militar e retornou à White Star Line.

### Pós-guerra
O navio foi premiado com uma quantia de £ 6,350 após o resgate bem sucedido ao barco à vela Garthsnaid em 1923, rebocando-o em segurança entre Cabo Howe e Melbourne.
A Aberdeen Line comprou o Zealandic em 1926 e o renomeou para Mamilius. A embarcação foi posteriormente transferida para a Shaw Savill and Albion em 1932, que a renomeou para Mamari. Quando a White Star se fundiu com a Cunard em 1934, ele serviu na rota australiana sob o nome de Mamari III.

### Segunda Guerra Mundial
O navio foi vendido ao Almirantado em setembro de 1939 para o serviço militar durante a Segunda Guerra Mundial, onde foi reformado para se assemelhar ao porta-aviões britânico HMS Hermes. Em 4 de junho de 1941, enquanto estava a caminho do estaleiro de Chatham, em Kent, a fim de ser convertido novamente em um navio cargueiro, ele foi atacado por aviões alemães na costa inglesa perto de Cromer, em Norfolk. Enquanto tentava evitar o ataque, ele atingiu um destroço submerso (pertencente ao Ahamo, que atingiu uma mina em 8 de abril daquele ano) e encalhou. Havia intenções de reflutuar a embarcação, no entanto, antes que isso fosse possível, ele foi torpedeado por E-boats alemães. Os tripulantes foram levados por um rebocador, onde desembarcaram em Grimsby.